# Epiblapsilon
Epiblapsilon is een kevergeslacht uit de familie van de boktorren (Cerambycidae). De wetenschappelijke naam van het geslacht werd voor het eerst geldig gepubliceerd in 1984 door Gressitt.

## Soorten
Epiblapsilon is monotypisch en omvat slechts de volgende soort:
- Epiblapsilon tuberculatum Gressitt, 1984